# Букатинский, Дэн
Дэн Букатинский (англ. Dan Bucatinsky, род. 22 сентября 1965) — американский актёр, сценарист, продюсер, писатель и колумнист. Букатинский получил известность как автор, продюсер и исполнитель главной роли в фильме 2001 года «Парень хоть куда», после чего вместе с Лизой Кудроу создал студию Is or Isn’t Entertainment, выпустившую в 2005 году ситком «Возвращение».
Букатинский создал с Кудроу ситком «Интернет-терапия», а также был продюсером реалити-шоу Who Do You Think You Are?, оба проекта в 2012 году были отмечены номинациями на премию «Эмми». Также он был соисполнительным продюсером сериала «Помадные джунгли» в 2008—2009 годах.
Как актёр, Букатинский известен благодаря своей периодической роли Джеймса Новака в сериале Шонды Раймс «Скандал». В 2013 году за эту роль он выиграл «Эмми» в категории «Лучший приглашённый актёр в драматическом телесериале».
Букатинский является открытым геем. Он имеет двоих детей вместе с режиссёром Доном Роосом